# Miner becut de Bolívia
El miner becut de Bolívia (Tarphonomus harterti) és una espècie d'ocell de la família dels furnàrids (Furnariidae). Habita la selva humida de Bolívia i l'adjacent nord-oest de l'Argentina.